# 寧巴縣
寧巴縣（英語：Nimba County）是西非國家利比里亞15縣之一，首府薩尼科萊，面積11,551平方公里，東臨科特迪瓦和大各德縣，南接錫諾縣，西毗里弗塞斯縣、大巴薩縣、邦縣和畿內亞，2008年人口462,026，下分6區。
境内有一部分宁巴山严格自然保护区，该保护区另一部分位于邻国科特迪瓦的达纳内省。

## 外部連結
- Place name codes[永久]
- https://web.archive.org/web/20110928052638/http://www.liberianobserver.com/node/9038 - Nimba/Grand Gedeh peace initiative